# Folkomröstningen om Maastrichtfördraget i Danmark 1993
Folkomröstningen om Maastrichtfördraget var en andra folkomröstning i Danmark om Maastrichtfördraget. Den hölls den 18 maj 1993. Som ett resultat av det danska nej-et vid den första folkomröstningen om Maastrichtfördraget 19992 hade stats- eller regeringscheferna inom Europeiska gemenskaperna enats om det så kallade Edinburghbeslutet, som gav Danmark vissa särskilda undantag inom det europeiska samarbetet och banade vägen för en ny folkomröstning om fördraget. Resultatet blev 56,7 procent för och 43,3 procent mot. Valdeltagandet var 86,5 procent.
I Nørrebro utbröt oroligheter efter att valresultatet blev känt, vilket gjorde att polisen för första gången i fredstid sköt skarpt mot demonstranter.